# Надворная
Надво́рная (укр. Надві́рна) — город в Ивано-Франковской области Украины. Административный центр Надворнянского района и Надворнянской городской общины.

## Население
По данным переписи 2001 года, украинцы составляли 94,26 % населения Надворной, русские — 3,32 %.

### Языковой состав
Родной язык населения по данным переписи 2001 года:
| Язык       | Численность, чел. | Доля     |
| ---------- | ----------------- | -------- |
| Украинский | 19 593            | 95,02 %  |
| Русский    | 653               | 3,17 %   |
| Другое     | 374               | 1,81 %   |
| Итого      | 20 620            | 100,00 % |

Украинский язык является основным и единственным официальным языком Надворной.
По данным Государственной службы статистики Украины в 2023/24 учебном году все 157 424 учащихся в учреждениях общего среднего образования в Ивано-Франковской области обучались в украиноязычных классах.

## История
Земли, на которых основоположен современный город Надворная, ещё в 993 году были отвоеваны киевским князем Владимиром и присоединены к Киевской Руси, после развала которой входили в состав Галицкого, а позднее Галицко-Волынского княжеств.
Надворная была основана в 1589 г., по-видимому, как поселение-спутник Пнёва, в котором тогда находился замок-крепость крупных землевладельцев Куропатвов. В XVII—XVIII вв., благодаря своему выгодному положению, Надворная постепенно превращается в важный хозяйственноторговый центр Покутья. Её жители занимались заготовкой и сплавом по реке леса, вываривали соль, выращивали табак и проводили две ежегодные ярмарки, продолжавшиеся в течение недели. Сплавщиков из города провожали удивительно величественные Надворнянские скалы вытянувшаяся вдоль левого берега реки 300-метровая стена, в которой видно крыло крупной складки, образованной слоистыми флишеподобными мелководными породами. С 1772 г. город входит в состав Австрийской империи, а во второй половине XIX в. здесь открывается нефтепромысел. В честь 100-летия его открытия в Надворной установлен эффектный 16-метровый памятник (1968 г., архитектор М. Бершеда, в народе «Фантомас»), представляющий собой символическую фигуру нефтяника, подставляющего руки под струи нефти. От времени превращения Надворной в центр нефтепереработки в архитектурном облике города сохранилось лишь административное здание (XIX—XX вв.). В 1994 г. на одной из центральных площадей города, носящей имя украинского поэта, был установлен прекрасный памятник Тарасу Шевченко.
Считается, что название города — Надворная, имеет два варианта возникновения. Первый — от наружного расположения первых домов вокруг замка — крепости (на дворе), второй — от расположения домов вдоль одной из рек, в окрестностях города — Вороны (над Вороной).

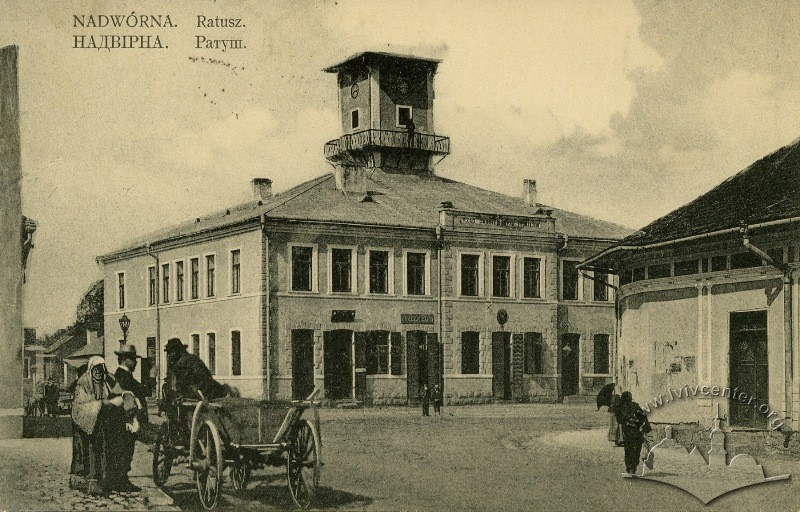
Ратуша, 1914

С 23 декабря 1920 года в Станиславовском воеводстве Польской Республики.

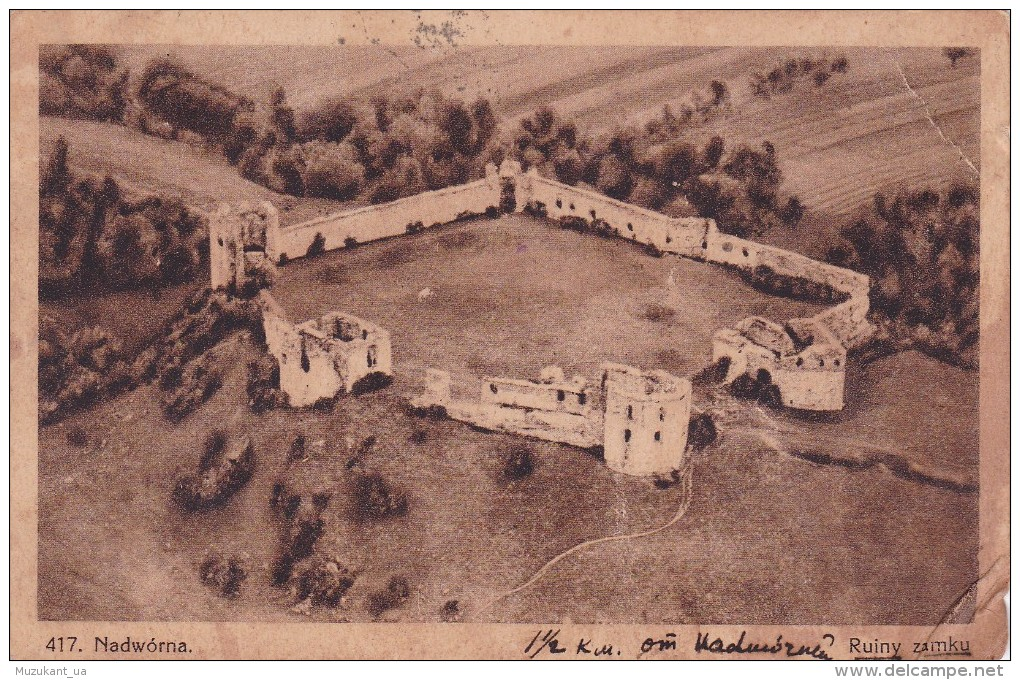
Пневский замок, 1932

1 сентября 1939 года германские войска напали на Польскую Республику, началась Германо-польская война 1939 года.
С 17 сентября 1939 года войска Украинского фронта Красной Армии вступили в восточные районы Польши — Западную Украину. Поход закончился подписанием 28 сентября 1939 года Договора о дружбе и границе между СССР и Германией.
27 октября 1939 года установлена Советская власть.
C 14 ноября 1939 года в составе Украинской Советской Социалистической Республики Союза Советских Социалистических Республик.
4 декабря 1939 года в Станиславской области (Указ Президиума Верховного совета СССР от 4 декабря 1939 года).
В 1939 году в Украинской ССР получил статус города.
С июня 1940 по март 1941 года находился 15-й мотострелковый полк 15-й тд 8-го мк Киевского ОВО.
22 июня 1941 года германские войска напали на СССР, началась Великая Отечественная война 1941—1945 годов. Советские войска, находившиеся в городе, были подняты по боевой тревоге и выведены в места сосредоточения по плану прикрытия государственной границы. Жизнь города перестраивалась на военный лад.
3 июля 1941 года оккупирован германскими гитлеровскими войсками.
29 марта 1944 года освобождён советскими войсками 1-го Украинского фронта в ходе Проскуровско-Черновицкой наступательной операции 1944 г.: 1-й танковой армии — части войск 1-й гвардейской тбр (полковник Горелов, Владимир Михайлович) 8-го гв. мк (генерал-майор Дремов, Иван Фёдорович).
18 апреля 1944 года снова оккупирован.
25 июля 1944 года освобождён советскими войсками 1-го Украинского фронта в ходе Львовско-Сандомирской наступательной операции 13.07-29.08.1944 г.: 18-й армии — 226-й сд (подполковник Тетенко, Михаил Григорьевич) 11-го ск (генерал-майор Замерцев, Иван Терентьевич).
10 июля 1951 Надворную атаковал отряд УПА. Около 23 часов партизаны ворвались в местный госпиталь, убили двух охранников МГБ, которые следили за раненой активисткой ОУН, забрали женщину и успешно сбежали.
В 1973 году 17,3 тыс. жителей. Имелись лесокомбинат, пищекомбинат, кирпичный, сыродельный заводы; автотранспортный техникум; железнодорожная станция на линии Делятин — Ивано-Франковск. Узел автодорог. Развита нефтепереработка. В районе проводится добыча нефти и газа. Надворная — центр Надворнянского района Ивано-Франковской области Украинской ССР, находится в предгорьях Украинских Карпат, на р. Быстрица-Надворнянская.
В 2014 году на территории детсада «Квитка Карпат» демонтирован последний на Ивано-Франковщине и Галиции памятник Ленину.

## Историческая архитектура города
Одним из ценных исторических архитектурных памятников города является Пневский замок, который был построен во второй половине XVI ст. польскими феодалами Куропатвами. В XVII веке после множества перестроек и реконструкций замок достиг своего расцвета.
В плане замок — неправильный пятиугольник с оборонными башнями. Толщина стен — полтора метра. Частично замок был обнесен рвом. Попасть в него можно было через въездную башню, к которой подходил подъемный мост. Отверстия, через которые проходили цепи подъемного механизма, сохранились до сих пор.
В польско-турецких войнах XVII столетия замок играл роль форпоста польских сил.
В 1745 году его приобрели магнаты Сенявские, а позже — Цетнеры.
В конце XVIII столетия эти земли, а с ними вместе и Пневский замок, попадают в собственность Австро-Венгрии.
В начале XIX века камни крепости начинают разбирать на стройматериалы.
От замка частично сохранились его башни, жилые помещения дворца Куропатвов, замковые стены, ров и подземные казематы.
Замок реставрируется долгое время.
|                      |                           |                 |                |           |
| Владимирская церковь | Костёл Успения Богородицы | Городской совет | Пневский замок | Гостиница |

## Города-побратимы
| Страна | Город   | Год породнения |
| ------ | ------- | -------------- |
| Польша | Прудник |                |
| Чехия  | Крнов   | 2011           |